# Pietro Baldassare
Pietro Baldassare (of  Baldassari) (Rome, 1683 - aldaar, 1768) was een barokcomponist.
Hij was tot 1714 werkzaam als maestro di cappella van de Congregatie van het Oratorium van S. Filippo Neri in Brescia.  Van 1714 tot 1754 was hij werkzaam als maestro di cappella aan S Clemente, Bresica. Verschillende aantekeningen getuigen ervan dat hij tijdens zijn leven zeer hoog aangeschreven stond bij kenners van de muziek, in het bijzonder door zijn oratoria. De oratoria zijn echter allemaal verloren gegaan en nu kennen we Pietro Baldassare slechts van twee cornet sonates, een klavecimbelsonate, en een feestelijke zang en koor-stuk, Il giudizxio di Paride, geschreven voor de festiviteiten dagen  voor keizerin Amalia Wilhelmina. 

## Werken
- Componimento per Musica, Il giudizio di Paride
- Sonata No 1 in F voor cornett, strijkers en basso continuo